# Al-Mughira ibn Xuba
Abu-Abd-Al·lah al-Mughira ibn Xuba ibn Abi-àmir ibn Massud ath-Thaqafí (àrab: أبو عبد الله المغيرة بن شعبة بن أبي عامر بن مسعود الثقفي, Abū ʿAbd Allāh al-Muḡīra b. Xuʿba b. Abī ʿĀmir b. Masʿūd aṯ-Ṯaqafī) o, més senzillament, al-Mughira ibn Xuba fou un company del profeta Mahoma.
Vivia a Taïf d'on va marxar i es va posar al servei de Mahoma a Medina. Aquest, després de la conquesta de Taïf, el va enviar a la ciutat per liquidar el culte local. Més tard fou governador de Bàssora durant el califat d'Úmar ibn al-Khattab però acusat d'adulteri va haver d'abandonar el càrrec. Va tenir el rècord de matrimonis i divorcis (les xifres varien entre 300 i 1.000). El 642 fou nomenat governador de Kufa. El seu esclau Abu-Lulua va assassinar el califa Úmar.
Fou el segon governant militar (ostikan) àrab de facto d'Armènia, durant els mesos que va durar la seva incursió. El 642 els àrabs d'al-Mughira van envair el país per Taron, Beznunik, Akhiovit i Kogovit i van entrar al Airarat cap a Dvin. Teodor Reixtuní fou informat de la incursió i va avançar per tallar la ruta al congost de Dzoraya; no va reeixir perquè el nakharar Vardik de Mokq va guiar als àrabs i aquestos van poder penetrar sense oposició en direcció a Dvin, capital i important ciutat (avui en ruïnes) que fou ocupada per assalt sense gaire resistència el 6 d'octubre del 642, ja que els guerrers havien marxat amb Teodor; dotze mil habitants foren massacrats i més de trenta mil capturats com esclaus. Després d'això els àrabs es van retirar amb els seu botí i esclaus. Teodor va intentar atacar-los en retirar-se però fou derrotat. Teodor Reixtuní havia perdut la confiança dels romans d'Orient el 642 i fou empresonat i portat a Constantinoble, però l'emperador finalment el va alliberar i poc després Teodor fou nomenat ishkhan i patrici per l'emperador Constantí II.
Sota Uthman ibn Affan va conquerir l'Azerbaidjan vers el 644.
Durant el califat d'Ali ibn Abi-Tàlib es va retirar a Taïf. El 660, després de l'assassinat d'Alí, i enmig de la confusió, es va atribuir la direcció del pelegrinatge per mitjà d'una carta de Muàwiya I que probablement havia falsificat, però el califa de fet el va nomenar governador de Kufa el 661. Va reprimir la revolta kharigita d'al-Mistawrid. Va restar al càrrec un temps i quan va considerar que podia ser destituït, va provocar incidents que va reprimir aconseguint mantenir-se. Va fer entrar en gràcia a Ziyad ibn Abihi (que després que el va succeir al govern de Kufa) i va aconsellar al califa nomenar al fill Yazid I com a hereu el que el va fer pujar punts en la consideració que li tenia Muàwiya, que el va deixar al càrrec fins a la seva mort en una data incerta entre el 668 i el 671, a causa de la pesta, quan tenia uns setanta anys.